# Vékény
Vékény là một thị trấn thuộc hạt Baranya, Hungary. Thị trấn này có diện tích 9,36 km², dân số năm 2010 là 151 người, mật độ 16 người/km².